# Microchilus scrotiformis
Microchilus scrotiformis là một loài thực vật có hoa trong họ Lan. Loài này được (C.Schweinf.) Ormerod mô tả khoa học đầu tiên năm 2002.